# Glenea torquatella
Glenea torquatella là một loài bọ cánh cứng trong họ Cerambycidae.